# Gerald Ullrich

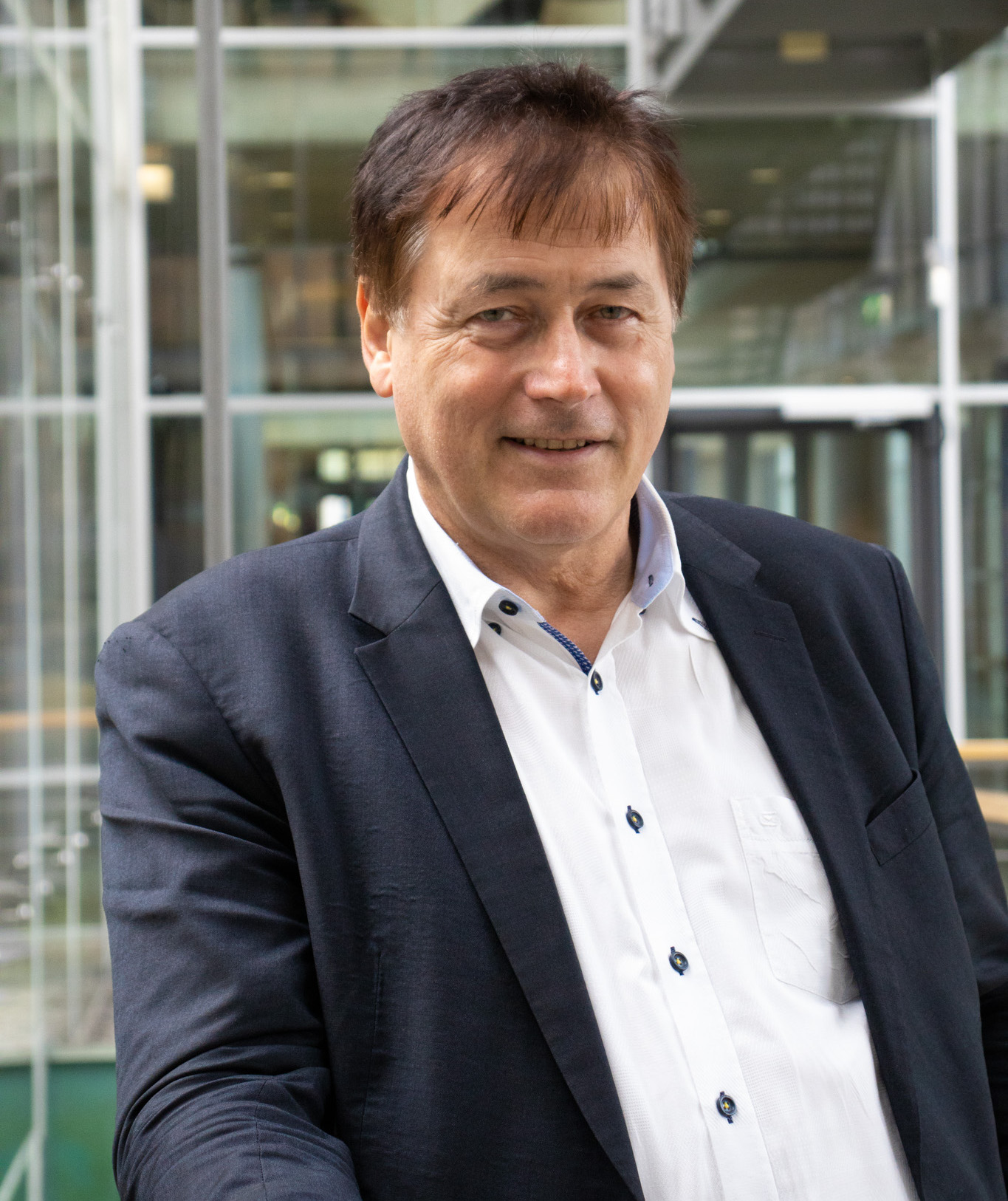
Gerald Ullrich (2022)

Gerald Ullrich (* 23. Dezember 1962 in Schmalkalden) ist ein deutscher Unternehmer, Ingenieur und Politiker (FDP) und war von 2017 bis 2025 Mitglied des Deutschen Bundestages. Er ist Mitglied des FDP-Bundesvorstandes.

## Biografie
Ullrich absolvierte von 1979 bis 1982 eine Lehre zum Elektriker und von 1983 bis 1986 ein Studium an der Fachschule Hermsdorf mit Abschluss als Elektronik-Ingenieur. Danach absolvierte er seinen 18-monatigen Grundwehrdienst bei der NVA. Nach der politischen Wende in der DDR machte Ullrich sich 1990 als Unternehmer selbstständig.

## Politische Tätigkeit
Ullrich trat 2014 in die FDP ein. Dort wurde er im selben Jahr Mitglied des Landesvorstands der Partei in Thüringen und ist seit 2016 stellvertretender Landesvorsitzender. 
Von 2016 bis 2021 war Ullrich Landesvorsitzender des Liberalen Mittelstands Thüringen, seit Juli 2021 ist er stellvertretender Landesvorsitzender. Seit September 2022 war Ullrich außerdem zeitweise stellvertretender Bundesvorsitzender der parteinahen Organisation.
Bei der Bundestagswahl 2017 trat er für die FDP im Wahlkreis Suhl – Schmalkalden-Meiningen – Hildburghausen – Sonneberg an und zog über die Landesliste der FDP Thüringen in den 19. Deutschen Bundestag ein. Dort ist er Mitglied im Ausschuss für die Angelegenheiten der Europäischen Union, in dem er seit November 2019 auch Obmann seiner Fraktion ist. Bis Ende 2019 war Ullrich Mitglied im Petitionsausschuss und wurde dann Mitglied im Ausschuss für Wirtschaft und Energie und im Unterausschuss Regionale Wirtschaftspolitik und ERP-Wirtschaftspläne, wo er vorher jeweils stellvertretendes Mitglied war. Zudem ist er stellvertretender Vorsitzender der Parlamentariergruppe Portugal-Spanien.
Ullrich ist Mitglied der überparteilichen Europa-Union Deutschland, die sich für ein föderales Europa und den europäischen Einigungsprozess einsetzt. Dort ist er stellvertretender Landesvorsitzender der Europa-Union Thüringen.
Auf dem Bundesparteitag der FDP im Mai 2021 wurde Ullrich als Beisitzer in den Bundesvorstand der Freien Demokraten gewählt.
Bei der Bundestagswahl 2021 trat Ullrich erneut im Wahlkreis Suhl – Schmalkalden-Meiningen – Hildburghausen – Sonneberg an und wurde über Platz 1 der Landesliste der FDP Thüringen wiederum in den Bundestag gewählt. Dort war er Mitglied im Wirtschaftsausschuss. Sein Wahlkampf wurde im Kino-Dokumentarfilm Arena 196 thematisiert.
Bei der Bundestagswahl 2025 kandierte Ullrich ausschließlich im Wahlkreis, konnte das Mandat dabei nicht erringen und schied damit aus dem Bundestag aus.

## Politische Positionen
Am 3. Juni 2022 stimmte er als einziges Mitglied der Ampel-Fraktionen im Bundestag gegen die Erhöhung des Mindestlohns auf 12 Euro. Im September 2022 stimmte er als einer von sieben Abgeordneten der FDP-Fraktion im Bundestag gegen eine Neufassung des Infektionsschutzgesetz der Ampel-Koalition.

## Privates
Ullrich ist evangelisch, verheiratet, hat zwei erwachsene Söhne und wohnt in Floh-Seligenthal.